# William Harlan Hale
William Harlan Hale (1910-1974) fue un escritor, editor y periodista estadounidense.

## Biografía
Habría nacido en 1910 en la ciudad de Nueva York. Descrito como un «demócrata progresista» y colaborador en publicaciones como New Republic, Harper's y Horizon, fue autor de obras como Challenge to Defeat: Modern Man in Goethe's World and Spengler's Century (Harcourt, Brace & Company, 1932), Hannibal Hooker: His Death and Adventures (Random House, 1939), The March of Freedom: A Layman's History of the American People (Harper & Bros, 1947) y Horace Greeley: Voice of the People (Harper & Bros, 1950) —una biografía del político y periodista del siglo xix Horace Greeley—, entre otras. Falleció el 30 de junio de 1974 en el White Plains Hospital.